# Барбара Поца
Барбара Поца (угор. Barbara Pócza; нар. 6 квітня 1986) — колишня угорська тенісистка.
Найвищу одиночну позицію світового рейтингу — 422 місце досягла 13 вересня 2004, парну — 467 місце — 30 серпня 2004 року.
Здобула 2 одиночні та 2 парні титули туру ITF.

## Фінали ITF

### Одиночний розряд (2–2)
| Результат | Ранг | Дата            | Турнір                 | Покриття | Суперниця         | Рахунок  |
| --------- | ---- | --------------- | ---------------------- | -------- | ----------------- | -------- |
| Поразка   | 1.   | 21 вересня 2003 | Sidi Fredj, Алжир      | Ґрунт    | Ізабель Коллішонн | 1–6, 2–6 |
| Перемога  | 1.   | 12 жовтня 2003  | Каркавелуш, Португалія | Ґрунт    | Сесил Каратанчева | 6–2, 6–0 |
| Поразка   | 2.   | 5 вересня 2004  | Арад, Румунія          | Ґрунт    | Ліана Унгур       | 5–7, 5–7 |
| Перемога  | 2.   | 17 жовтня 2004  | Дубровник, Хорватія    | Ґрунт    | Саня Анчич        | 6–4, 6–0 |

### Парний розряд (2–4)
| Результат | Ранг | Дата              | Турнір               | Покриття | Партнерка       | Суперниці                                    | Рахунок       |
| --------- | ---- | ----------------- | -------------------- | -------- | --------------- | -------------------------------------------- | ------------- |
| Поразка   | 1.   | 13 жовтня 2002    | Хайфа, Ізраїль       | Тверде   | Zsuzsanna Babos | Leonie Muller van Moppe Сучанун Віратпрасерт | 3–6, 3–6      |
| Перемога  | 1.   | 1 вересня 2003    | Ben Aknoun, Алжир    | Ґрунт    | Petra Teller    | Каріна Якобсґор Іна Сарц                     | 3–6, 6–4, 6–4 |
| Перемога  | 2.   | 14 вересня 2003   | Тлемсен, Алжир       | Ґрунт    | Petra Teller    | Liza Pereira Viplav Jennifer Schmidt         | 7–5, 0–6, 6–4 |
| Поразка   | 2.   | 24 листопада 2003 | Хайфа, Ізраїль       | Тверде   | Вероніка Капшай | Олена Антипіна Ніна Братчикова               | 5–7, 4–6      |
| Поразка   | 3.   | 15 серпня 2004    | Тиргу-Муреш, Румунія | Ґрунт    | Сімона Матей    | Габріела Нікулеску Моніка Нікулеску          | 5–7, 1–6      |
| Поразка   | 4.   | 11 жовтня 2004    | Дубровник, Хорватія  | Ґрунт    | Klara Jagosova  | Дарія Юрак Lucija Krzelj                     | 3–6, 6–4, 3–6 |